# Park miejski

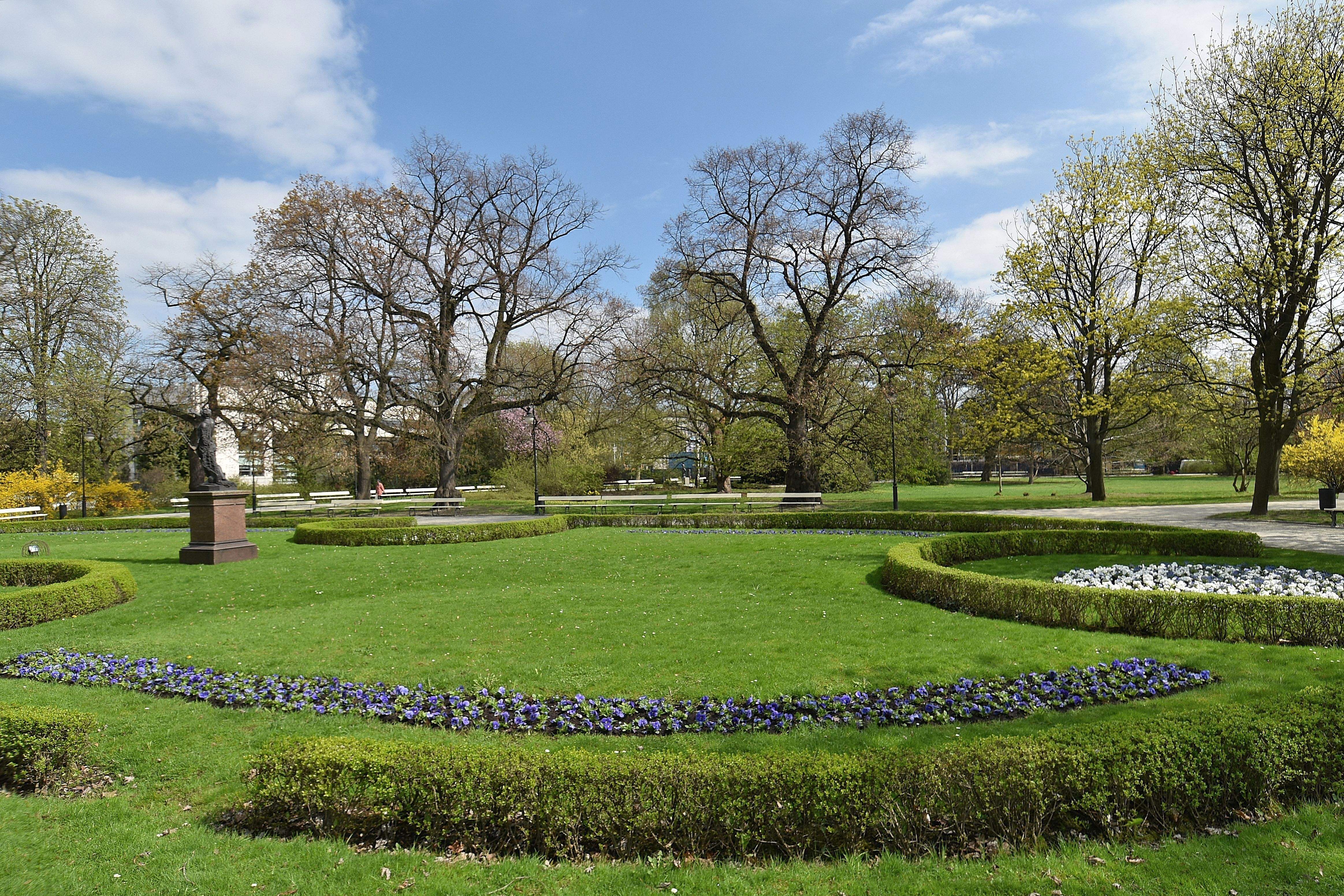
Park Ujazdowski w Warszawie

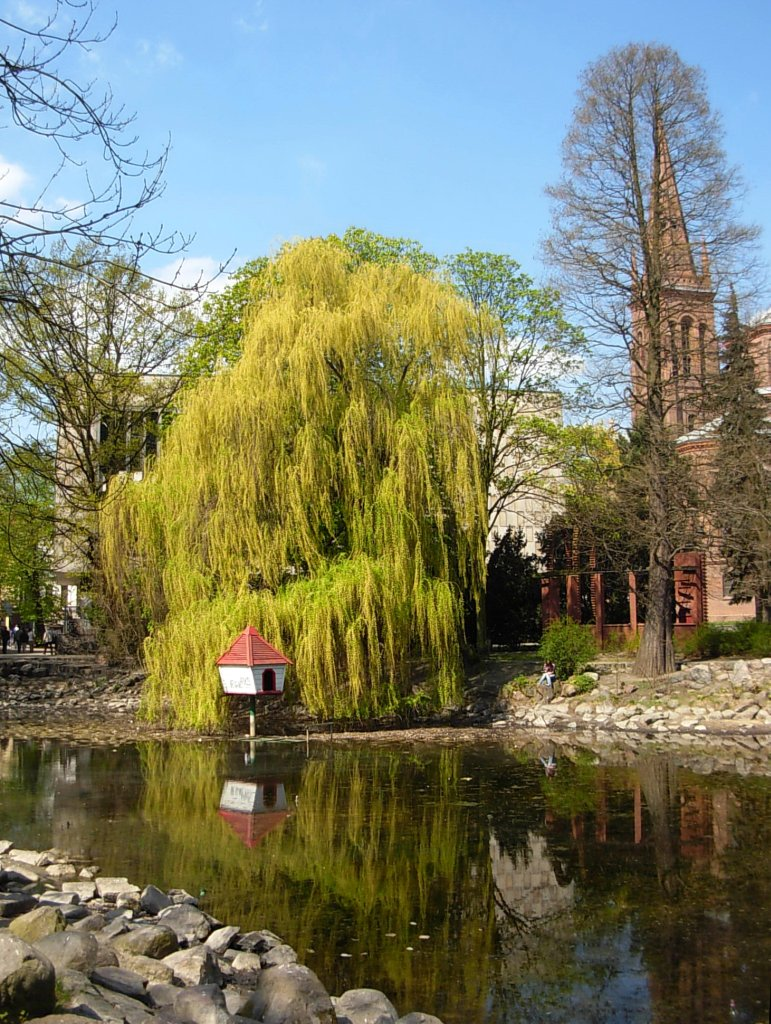
Park Kazimierza Wielkiego w Bydgoszczy

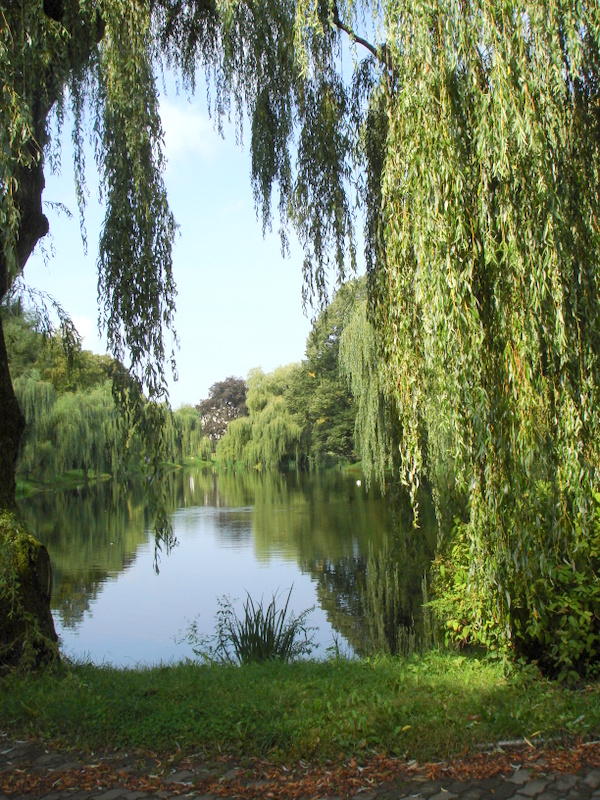
Park przy Amfiteatrze w Koszalinie

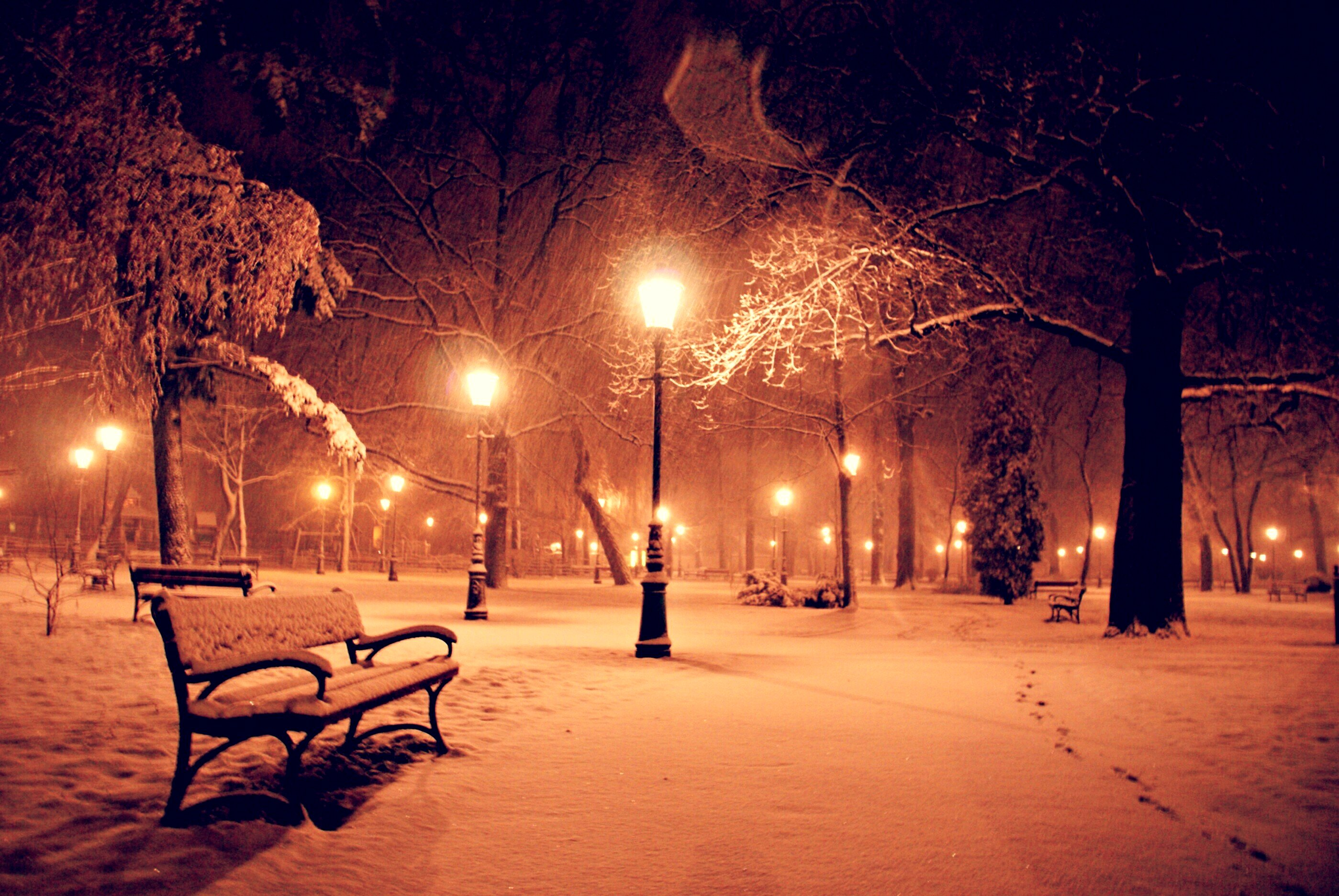
Park w Świebodzicach zimą

Park miejski – publiczna zorganizowana miejska przestrzeń zielona pełniąca funkcje wypoczynkowe i rekreacyjne, a niekiedy także sportowe lub inne. Zwykle zajmuje większą powierzchnię i pełni bardziej złożone funkcje niż ogród miejski. W parku wyznaczone są ścieżki i trasy do spacerowania (zwykle wybrukowane lub wyasfaltowane). W jego obrębie znajdują się także obiekty małej architektury: kosze na śmieci, ławki, latarnie, często pomniki, place zabaw i szalety, niekiedy fontanny, altany, amfiteatry. Niektóre zespoły parkowe mają status pomników przyrody lub zabytków.

## Historia

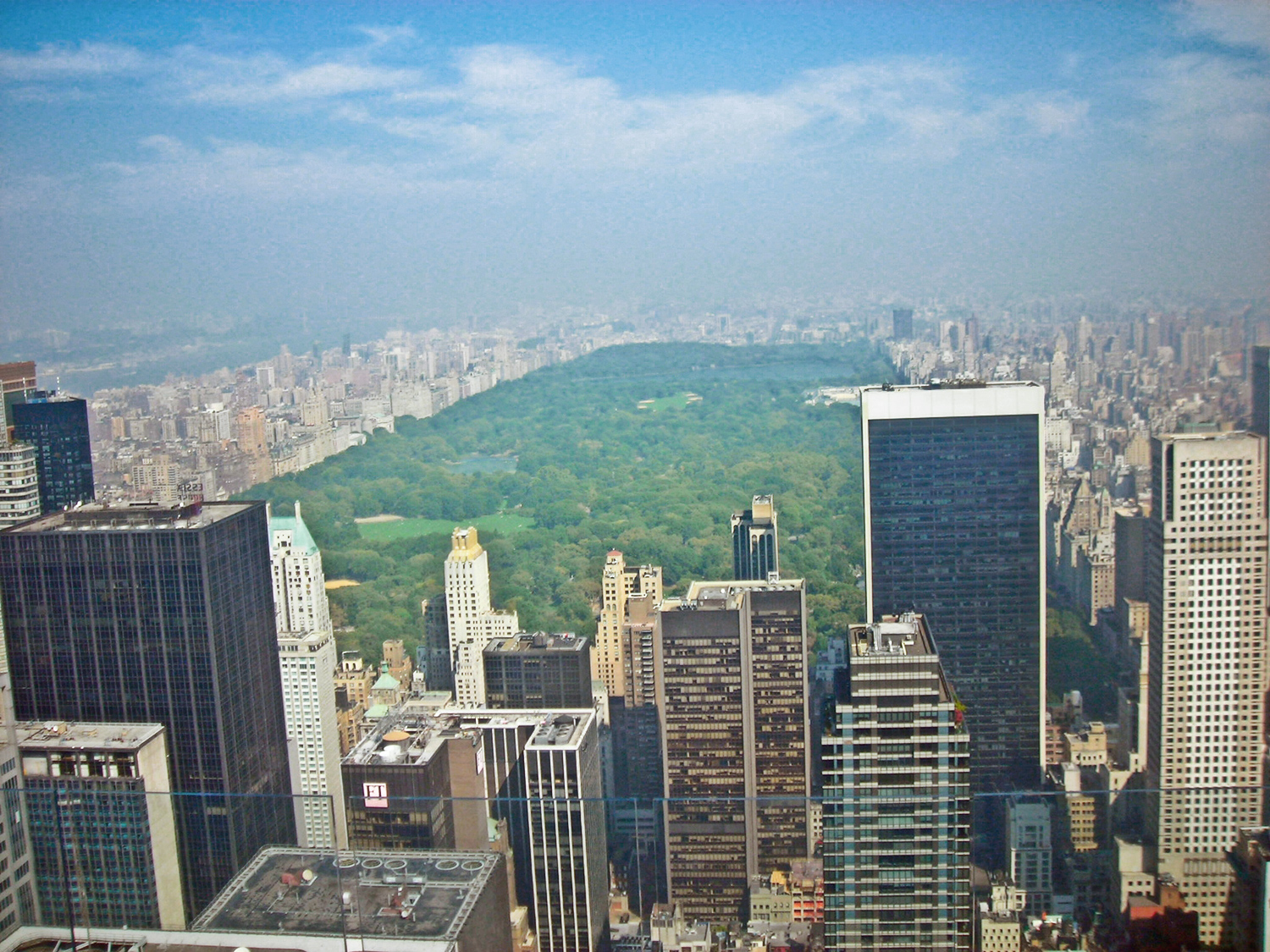
Otoczony wieżowcami nowojorski Central Park, najczęściej odwiedzany park miejski w Stanach Zjednoczonych

Historia parków miejskich sięga połowy XVII wieku. Wówczas w miastach niemieckich i francuskich zaczęto tworzyć promenady dostępne dla publiczności (berliński Großer Tiergarten, 1649), które już w następnym wieku stały się nieodłącznym elementem każdego większego założenia miejskiego. Zjawisko udostępniania ogrodów prywatnych na potrzeby publiczności nasiliło się zwłaszcza po rewolucji francuskiej. Ogrody, będące dotąd własnością kościoła i arystokracji, już nie tylko udostępniano publiczności, ale i zamieniano na przestrzeń publiczną. Podobne zmiany pojawiły się w Polsce nawet wcześniej, gdy w 1729 udostępniono publiczności Ogród Saski w Warszawie, a w 1768 Ogród Krasińskich w Warszawie. Najstarszym parkiem miejskim w Polsce jest Park Miejski w Kaliszu, założony w 1798.
Drugim rodzajem ogrodów miejskich były, powstające w XIX wieku przede wszystkim w Niemczech, tzw. Volksgärten (Park Ludowy). U podstaw koncepcji tego założenia leżało przekonanie, że ogród miejski powinien być miejscem spotkań różnych klas społecznych, gdzie w otoczeniu natury sytuowano pomniki, monumenty i budynki upamiętniające historię ludu (Volk) i jego czynów. Niemieckie parki publiczne zyskiwały jednak z czasem coraz szersze funkcje, stając się terenem propagowania sportów i kultury fizycznej. Zmiany te były wynikiem rozwoju towarzystw sportowych, popularyzacji gimnastyki w szkołach oraz gier zespołowych na świeżym powietrzu. Wprowadzenie do planów ogrodów miejskich placów zabaw i boisk zasadniczo zmieniło ich kształt i charakter, przyczyniając się do wydzielania w parkach terenów dostępnych przede wszystkim dla dzieci i młodzieży.
Koncepcja współczesnego parku publicznego narodziła się jednak w Wielkiej Brytanii, a za jej twórcę uchodzi John Claudius Loudon (1783-1843). Istotą parku publicznego miało stać się świeże powietrze i pozbawiona zanieczyszczeń przestrzeń, dostępna w granicach szybko rozrastającego się, nowoczesnego miasta. Idea takiego założenia zrodziła się w XIX wieku jako odpowiedź na coraz bardziej narastające problemy związane z rozwojem urbanistycznym i utrzymaniem higieny w dużych aglomeracjach miejskich. Za pierwszy park publiczny uchodzi otwarty w Liverpoolu w 1847 roku Birkenhead Park, projektu Josepha Paxtona. Park publiczny miał propagować kulturę, poszanowanie dla piękna przyrody, a także edukować w zakresie przyrody. Dlatego też nieodłącznymi jego elementami stały się ogrody botaniczne, muszle koncertowe oraz restauracje. Ponadto publiczna natura tych założeń miała przejawiać się również w licznych miejscach wypoczynku, takich jak ławki, fontanny oraz rozległe połacie trawników służące zarówno odpoczynkowi, jak aktywnemu uprawianiu sportów, a także w tak istotnym unowocześnieniu, jakim były toalety publiczne. Idea zakładania parków publicznych bardzo silnie rozwinęła się już w połowie XIX wieku w Stanach Zjednoczonych Ameryki. Najznamienitszym twórcą amerykańskich parków publicznych, w tym słynnego Central Parku, był Frederick Law Olmsted (1822-1903). Zakładanie wielkich ogrodów miejskich, dostępnych wszystkim mieszkańcom, podobnie jak tworzenie publicznej edukacji oraz instytucji upowszechniających kulturę, było wyrazem dominujących w Stanach Zjednoczonych wartości demokratycznych.

## Parki miejskie w Polsce
Największym polskim parkiem miejskim jest Park Śląski w Chorzowie, liczący około 600 ha. Większą powierzchnię ma Leśny Park Kultury i Wypoczynku w Bydgoszczy (około 800 ha), jednak znaczną jego część stanowi naturalny las (Gdański), który nie jest parkiem miejskim we właściwym sensie.